# Achemos grupė
Koncernas „Achemos grupė“ (dt. Achema-Gruppe, engl. Achema Group) ist der drittgrößte Konzern in Litauen.
Der Konzern ist hauptsächlich im Baltikum, aber auch im restlichen Europa tätig. Die Achemos-Gruppe verwaltet etwa 40 Unternehmen, vorwiegend der Chemie-, Pharmazie-, Nahrungs-, Bauindustrie. Hinzu kommen Unternehmen aus den Branchen Logistik, Handel, Energiewirtschaft, Finanzen, Gesundheit, Bildung, Medien.
2013 erzielte man einen Umsatz von 1 Mrd. Euro (2013) und einen Gewinn von 121,1 Mio. Litas (35 Mio. Euro). Der Vermögenswert war von 2,914 Mrd. Litas (844 Mio. Euro). 2015 erzielte man den Gewinn von 101 Mio. Euro (2017: 74 Mio. Euro).

## Geschichte
Die Holding-Gesellschaft UAB „Koncernas Achemos grupė“ wurde im Dorf Jonalaukis, in der Rajongemeinde Jonava (Bezirk Kaunas) gegründet. Gründer, Inhaber und Präsident war der Chemiker, Industrielle, Politiker und Unternehmer Bronislovas Lubys (1938–2011), ein ehemaliger Ministerpräsident Litauens.
Später wurde der Sitz des Konzerns nach Vilnius (Stadtteil Naujamiestis) verlegt.

## Aktionäre
Die Großaktionäre sind Lyda Lubienė (38,75 %) sowie (die Töchter von Lubys) Viktorija Lubytė (* 1998) und Jūratė Žadeikienė (je 11,63 %). Andere Aktionäre sind Marija Kaminskienė und Jonas Sirvydis (je 7 %), Arūnas Laurinaitis (4,75 %), Rimantas Rėklaitis (4,42 %), Faustas Kriaučionis (4 %), Eduardas Plauška (2,3 %), Česlovas Skiedra, Juozas Virmantas Jurgaitis und Algirdas Ivanauskas (je 2 %), Armantas Gintautas und Tautvydas Misiūnas (je 1 %), Adomas Žadeika (0,5 %). Mehrere Personen des Konzerns engagieren sich in Lobby-Organisationen wie Lietuvos pramonininkų konfederacija.

## Umsätze
- 2008: 1,5 Mrd. Euro (5 Mrd. Litas)
- 2011: 1,18 Mrd. Euro[8]
- 2013: 1 Mrd. Euro
- 2017: 818 Mio. Euro
- 2018: 914 Mio. Euro

## Vorstand
Vorstandsvorsitzende
- Flemming Lindeloev, ehemals Präsident bei „Carlsberg Group“
- ab September 2014: Kęstutis Balutis[9]
- Lyda Lubienė

Die Vorstandsmitglieder waren Kasparas Jurgelionis (stellv. Vorsitzende), Valdas Sutkus, Kęstutis Balutis, Kasparas Jurgelionis, Rimantas Rėklaitis, Jonas Sirvydis u. a.

## Generaldirektor
- 2001–2011: Bronislovas Lubys, Gründer
- 2011–2013: Arūnas Laurinaitis
- 2013: Audrius Bendaravičius[11]
- von Juni 2013 bis Mai 2014: Valdemaras Vareika
- vom Mai 2014 bis September 2014: Romualdas Žadeika
- ab September 2014: Rimvydas Vaštakas
- Audrius Bendaravičius
- 11.2017–11.2018: Linas Sabaliauskas[12][13]
- 11.2018–03.2019: Gintautas Kanapeckas
- seit 2019: Mindaugas Deksnys[14]

## Tochterunternehmen

### Branchen
- Chemie: AB Achema, Agro Baltic GmbH, UAB Achempak, AB Transachema, UAB AchemaRida, UAB Transfosa, AB Gliukozė, UAB „Gaschema LT“, „Achema Gas Trade“
- Dienstleistungen: Hotel „Druskininkai“, Iremas
- Logistik: KLASCO, UAB Krovinių terminalas, Hafenterminal in Gent (Belgien).
- Medien: Zeitungen Lietuvos žinios und Naujienos, Druckerei AB Aušra.

### Achempak
UAB Achempak ist ein Unternehmen, das für eine spezifische Verpackung entsprechende Erzeugnisse anbietet (Big Bag). Es ist in Jonalaukis mit 150 Mitarbeitern angesiedelt. Achempak hat bereits im Juni 2001 das Qualitätsmanagementsystem nach DIN EN ISO 9001 vorbereitet, überführt und zertifiziert. Der Zertifizierungsbereich: Design, Herstellung und Verkauf von Großsäcken (den weichen Behältern).

### Transachema
Transachema ist ein Unternehmen, das für Güterbeförderung, Transport auf der Schiene spezialisiert. Es bedient ACHEMA-Produktionswerkstätten. Es ist in Jonalaukis mit 110 Mitarbeitern angesiedelt.

### Balto Media
Von 2003 bis 2010 waren alle Konzern-Medienunternehmen von der Holding UAB Balto Media verwaltet. Dazu gab es die Tageszeitung UAB „Lietuvos žinios“, Lokalzeitung UAB „Naujienų redakcija“ (laikraštis „Naujienos“) der Rajongemeinde Jonava, Rundfunksender UAB „Radiocentras“ und UAB „Rimtas radijas“ („Russkoje Radio Baltija“), Fernsehen UAB „Baltijos TV“, UAB „Tango reklama“, UAB „Muzikos topai“ („ZIP FM“), VĮ „Kvartolė“ (Relax FM), Verlage wie AB „Titanagas“ und AB „Aušra“ etc.